# Hamamelidales
Hamamelidales е разред покритосеменни растения от някои традиционни класификации. Съвременните изследвания показват, че семействата, включвани в него, не са тясно свързани. По тази причина в класификацията на Групата по филогения на покритосеменните от 2003 г. те са включени в други разреди, както следва:
- Cercidiphyllaceae – в разред Saxifragales
- Eupteleaceae – в разред Ranunculales
- Hamamelidaceae – в разред Saxifragales
- Myrothamnaceae – в разред Gunnerales
- Platanaceae – в разред Proteales